# Valentin Gorelkin
Valentin Gorelkin –en ruso, Валентин Горелкин– (25 de marzo de 1937) es un jinete soviético que compitió en la modalidad de concurso completo. Ganó dos medallas en el Campeonato Europeo de Concurso Completo, oro en 1965 y plata en 1973.

## Palmarés internacional
| Campeonato Europeo | Campeonato Europeo | Campeonato Europeo | Campeonato Europeo |
| Año                | Lugar              | Medalla            | Categoría          |
| ------------------ | ------------------ | ------------------ | ------------------ |
| 1965               | Moscú (URSS)       | Medalla de oro     | Por equipos        |
| 1973               | Kiev (URSS)        | Medalla de plata   | Por equipos        |